# Benjamin Schuch
Benjamin Schuch (* 4. Juni 2006) ist ein österreichischer Basketballspieler.

## Werdegang
Schuch begann seine Laufbahn beim Verein WAT Landstraße (Wiener Arbeiter Turn- und Sportverein – Gruppe Landstraße). Er wurde am Basketball-Bundesjugend-Leistungszentrum Klosterneuburg gefördert. In der Saison 2022/23 gab er beim BK Klosterneuburg seinen Einstand in der höchsten österreichischen Spielklasse (Superliga).
2023 wechselte Schuch nach Spanien, spielte fortan in der Jugend und im Herrenbereich (vierte Liga) für Zentro Basket Madrid.

### Nationalmannschaft
Schuch wurde im Februar 2025 von Nationaltrainer Chris O’Shea erstmals in die österreichische Herrennationalmannschaft berufen.